# 崂山办事处
崂山办事处，是历史上存在的一个行政区划，归属于中华人民共和国山东省青岛市。

## 概述
1949年置崂山办事处（县级），治毕村（今崂山区北宅街道毕家村）。1949年4月底，中共南海地委、南海专署，从所属的平南、莱东、莱西、五龙、莱西南、即东、即西等县抽调287名干部组成接管崂山工作队，集中在地委党校进行集训。学习的主要内容是新解放区的方针、政策、任务。随着战事递进，地委和专署决定成立中共南海地委崂山工作委员会、南海专署崂山行政办事处。工委书记由地委宣传部长张超兼任，刘华任副书记，宋达、张治民、李铁光、刘锡庆、陈春生为委员。崂山办事处由刘锡庆担任主任。6月1日，工作队就进驻到夏庄，崂山工委和崂山行政办事处正式开始办公，接管夏庄、崂东、崂西三个区的工作队也分别到达了各自的接管地点。
进驻崂山时，工委设有六个工作部门，即：秘书处、组织部、宣传部、农委、妇委、青委。秘书处秘书牟毅夫，组织部长宋达，宣传部长张治民，农委书记李铁光，青委书记张治民兼，刘元金任副书记，妇委因没有书记由赵立民任副书记。办事处设有七个工作部门：秘书处、民政科、公安局、财政科、粮食局、实业科、教育科。秘书冯卓卿，民政科长戴风鸣，财政科副科长卢兆堂（缺科长），粮食局长刘复元，实业科副科长李洪宝（缺科长），教育科长李玉吾。
1951年4月，崂山行政办事处划归青岛市，将青岛市辖的李村区、浮山区（李村区）划入市区后，和市属的错埠岭、洪山坡、田家村、浮山所、大尧村、辛家庄、徐家麦岛、王家麦岛、大麦岛等村组建李村、浮山两个区。以河西、西韩哥庄、刘家下庄东西为线，北诸村为李村区，南诸村为（浮山区）划入，将属青岛市四沧区的大枣园、小枣园、湾头、南曲、十梅庵等村和属即墨县的东果园、西果园、北后楼、古沟、庙头、苇产、李家庄、于家、罗家、安乐村和属即东县的西铁骑后、秦家土寨、王家土寨、江家土寨等村及江家土寨村北的曲家桥直线往东至公海的广大海域划入，组成了流亭、夏庄、惜福镇、崂东、崂西、乌衣巷、浮山、李村、楼山9个区。1953年改名为崂山郊区。 